# Burisma
Burisma (ukrainien : Бурісма Холдингс ; Burisma Kholdyngs) est une compagnie d'exploration et d'exploitation de produits pétroliers, basée à Kiev, en Ukraine et enregistrée à Limassol, à Chypre. Elle opère sur le marché ukrainien du gaz naturel depuis 2002. Son propriétaire est l'oligarque ukrainien Mykola Zlotchevsky via la compagnie Brociti Investments Limited (ukrainien : Бросіті Інвестментс Лімітед).
Elle est ensuite devenue un des principaux portefeuilles d'actions de Sunrise Energy Resources, une compagnie sous le régime général du Delaware, un paradis fiscal et État des États-Unis. Elle a également fait, en 2004, l'acquisition des deux compagnies d'exploitation de gaz naturel ukrainien, Esko-Pivnitch (ukrainien : Еско-Північ) et Pari (ukrainien : Парі).

## Hunter Biden
Après une visite officielle du vice-président Joe Biden en Ukraine, son fils, Hunter Biden rejoint, en juin 2014, le directoire de  Burisma, dont le dirigeant, l'oligarque Mykola Zlotchevsky, avait été ministre de l'Écologie du président Viktor Ianoukovytch. À partir de 2014, Zlochevsky est poursuivi par les justices ukrainienne et britannique pour blanchiment d'argent à travers Burisma.